# Bart Van Lancker
Bart Van Lancker (17 maart 1973) was een Belgische voetballer en voetbaltrainer. Hij werkte voornamelijk als assistent-trainer en physical coach in België. De laatste 5 jaar maakte Van Lancker samen met assistent-coach Issame Charaï en keeperstrainer Bram Verbist deel uit van het vaste trainersteam van Marc Brys.